# Sandy Blight Junction Road
Sandy Blight Junction Road – droga w Australii, w większości nieutwardzona o długości 408 km, łącząca drogę Gary Junction Road na obszarze Terytorium Północnego, z drogą Great Central Road w Australii Zachodniej.